# Jeanne Flore
Jeanne Flore (* im 16. Jahrhundert; † im 16. Jahrhundert) war eine nicht identifizierte französische Schriftstellerin.

## Leben und Werk
Jeanne Flore ist der weibliche Autorenname des im 16. Jahrhundert in Lyon erschienenen Buches Contes amoureux. Über die Verfasserin ist nichts bekannt. Der Text (Fragment eines verlorenen Gesamttextes) gilt als einer der eigenwilligsten und modernsten Prosabände der Renaissance.  Jeanne Flore beschwört die Frauen, sich alle Erfüllungen dieser Welt, körperliche wie geistige, zu gönnen, und geißelt jene stolzen und frustrierten, die sich dem Gesetz der „heiligen Zuneigung der Liebe“ (saincte affection d’amours) nicht unterwerfen wollen. Harsch kritisiert sie ungleiche Ehen, in denen junge Frauen mit hässlichen alten Männern verheiratet sind, die nur noch 4 faule Zähne vorweisen, aus dem Mund riechen und nach Urin stinken. Das Buch war im 16. Jahrhundert ein Verkaufserfolg, galt aber dann als skandalös und unerträglich und wurde nicht mehr aufgelegt. Erst 1980 und 2005 erschienen moderne Ausgaben.

## Ausgaben
- Comptes amoureux par madame Jeanne Flore touchant la punition de ceux qui contemnent et mesprisent le vray amour. Lyon 1531. Paris 1543. Lyon 1574. Turin 1870. Slatkine, Genf 1971.
- La Punition de l’Amour contempné, extraict de «l’Amour fatal» de Madame Jeanne Flore. Denys Janot, Paris 1541.
- Gabriel-André Pérouse (Hrsg.) Contes amoureux par Mme Jeanne Flore. Texte établi d’après l’édition originale, Lyon, 1537 environ. Avec introduction, notes, variantes et glossaire, par le Centre lyonnais d’études de l’humanisme et l’Association d’étude sur la Réforme, l’humanisme et la Renaissance. Presses universitaires de Lyon, Lyon 1980. (Rezension durch Evelyne Berriot-Salvadore in: Réforme, Humanisme, Renaissance 13, 1981, S. 73–75, französisch)
- Régine Reynolds-Cornell (Hrsg.): Les contes amoureux par Mme Jeanne Flore. Publications de l’Université de Saint-Étienne, Saint-Étienne 2005.